# میشکو دوم
میشکو دوم لهستان (۹۹۰ – ۱۰/۱۱ مه ۱۰۳۴) شاه لهستان از ۱۰۲۵ تا ۱۰۳۱ و دوک از ۱۰۳۲ تا زمان مرگش بود.
او دومین پسر بولسلاو اول بود که اغلب اسم اصلی او یعنی لمبرت را به عنوان لقب وی می‌شناسند. او در ۱۰۲۸ و ۱۰۳۰ دو لشکرکشی بزرگ را به زاکسن رهبری کرد. میشکو دوم مدتی را نیز در جنگ تدافعی با آلمان، بوهم و ایالات کی‌یف گذراند. او در ۱۰۳۱ میلادی مجبور به فرار از لهستان شد؛ زیرا، یاروسلاو اول - حاکم نوگورود- وی را شکست داد و برادرش بزپریم را به جای او به حکومت لهستان نشاند.
میشکو در ۱۰۳۲ دوباره به لهستان بازگشت و برادرش را کنار زد اما این بار همه چیز به ضرر او تمام شد؛ زیرا، نواحی مهم لهستان که در زمان بولسلاو اول فتح شده بودند، همگی از دست رفتند شامل لوزاتیا علیا، بخشی از لوزاتیا سفلی، غرب و مرکز مجارستان علیا (اسلواکی و موراوی امروزی).
میشکو برای زمان خود فردی تحصیل کرده محسوب می‌شد. او قادر به خواندن و نوشتن بود و می‌توانست به زبان‌های لاتین و یونانی تکلم کند.